# Латту, Ийсакки
Ийсакки Латту (фин. Iisakki Lattu, 9 (21) августа 1857, Лядино — 7 мая 1932, Хельсинки) — ингерманландский, финский артист, режиссёр, постановщик, художник, писатель, переводчик.

## Биография
Ийсакки Латту родился в деревне Лядино (фин. Lätinä) лютеранского прихода Колппана Царскосельского уезда, Санкт-Петербургской губернии. О дате рождения сведения разнятся. Согласно одним источникам это 9 (21) августа 1857 года, согласно другим данным — 9 (21) июля 1853 года. Его родителями были ингерманландские крестьяне — староста деревни Лядино Аапрами Латту и Саара, урождённая Кямпяс (фин. Kämpäs). 
После окончания земской школы в Гатчине в 1873 году поступил в учительскую семинарию в Малых Колпанах, которую окончил в 1876 с дипломом учителя и кантора-органиста. Работал один год учителем в приходе Лииссиля, затем ещё год домашним учителем в деревне Райколово прихода Инкере, а с 1878 по 1884 год — учителем в земской школе прихода Туутари, одновременно исполняя обязанности помощника волостного писаря и библиотекаря. 
В 1884 году уехал в Финляндию, где стал артистом Финского национального театра, которым руководил Карл Бергбом. Сыграл на сцене около 200 ролей. Срежиссировал и поставил в театре несколько пьес. Изучал сценическое искусство и с этой целью совершил две заграничные поездки. Был избран действительным членом ассоциации художников и артистов. Заведовал театральной библиотекой и был членом правления Национального театра, несколько лет был председателем пенсионного фонда артистов. Выступал в казармах, читая сказки и стихи, сопровождал актёрскую работу игрой на скрипке и мандолине. Выступал на праздниках декламатором, сказочником и как он сам говорил «танцором и фокусником». 
Писал рассказы для газет, художественных календарей и иллюстрированных альбомов. Переводил на финский язык пьесы А. Н. Островского, М. Горького, Л. Н. Андреева, а также рассказы И. С. Тургенева и А. П. Чехова. Участвовал в составлении глоссария редких и экзотических слов для изданного в Финляндии в 1887 году сборника народных песен «Кантелетар», редактировал выпуск рождественского журнала «Jouluvieras inkeriläisiin koteihin».
Ийсакки Латту был талантливым художником, его работы в 1891 году выставлялись на вернисаже Финского художественного общества в Атенеуме. Принимал участие в выставках объединения финских пейзажистов. На основании его эскизов, зять Ийсакки Латту — Э. И. Хааппакоски создал флаг Ингерманландии.
В 1919—1920 годах был членом Временного комитета управления Ингерманландии.
В 1922 году в Хельсинки участвовал в переговорах о создании первой общественной организации финнов-ингерманландцев «Инкерин Лиитто».
Вышел на пенсию весной 1926 года. Умер 7 мая 1932 года в Хельсинки.

## Семья
С 1891 года состоял в браке с Жозефиной Питкянен (ум. 1930). У них родились две дочери: Инкери-Мария и Ирья. Инкери-Мария вышла замуж за художника, капитана кавалерии Э. И. Хааппакоски, создателя флага Ингерманландии.

## Фото

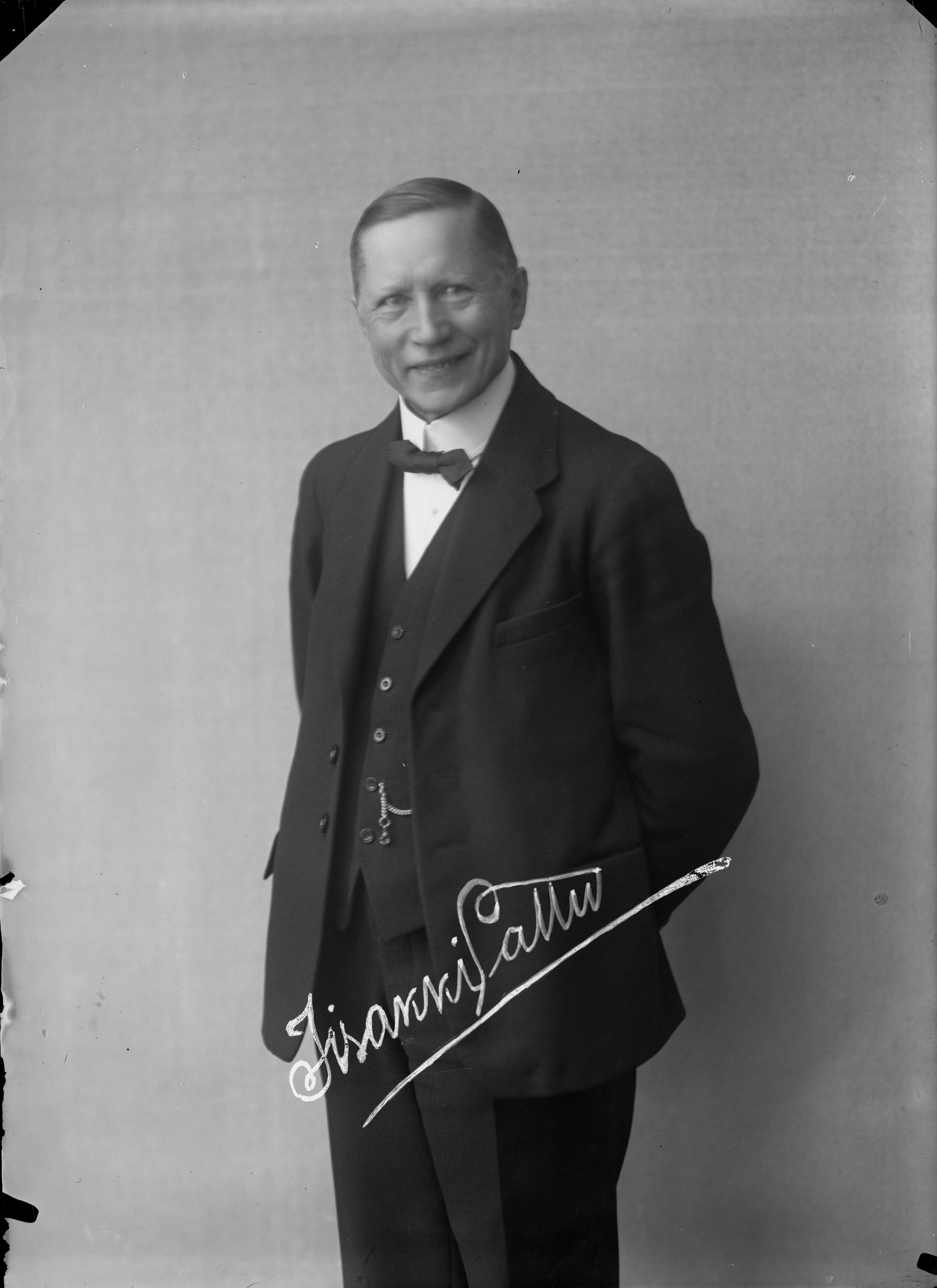
Фото И. Латту с автографом. 1910-е годы
И. Латту в роли Аркашки. Пьеса А. Н. Островского Лес. 1917 год
В роли Перчихина. Пьеса М. Горького Мещане. 1917 год
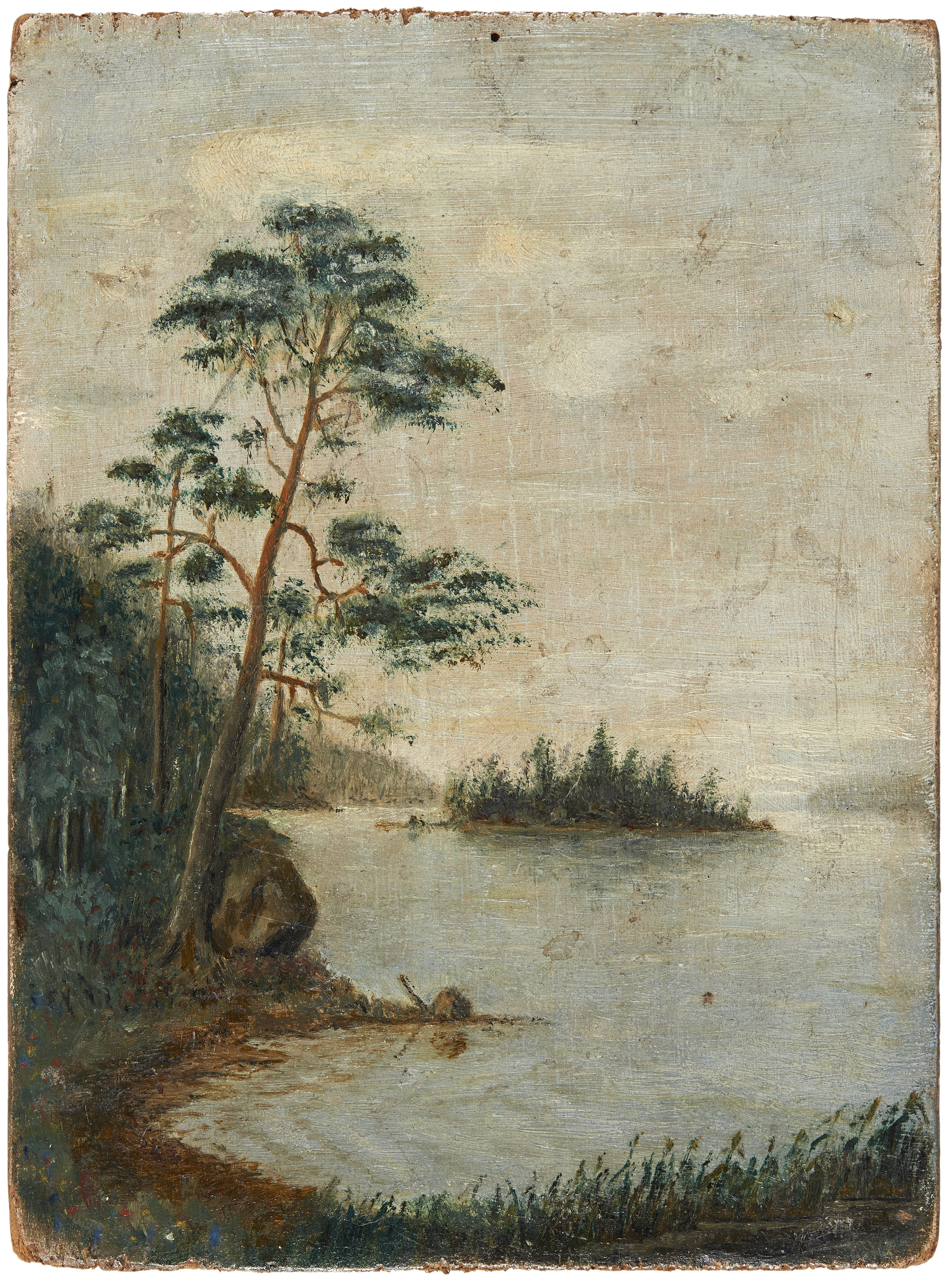
Картина И. Латту «Вид на озеро». Холст, масло. 1900-е годы